# 地球大氣中的二氧化碳

於夏威夷茂納洛亞火山觀測站自1958年迄2023年測得的大氣中二氧化碳濃度記錄圖示（基林曲線）。顯示2013年的日均濃度首度超過400ppm（百萬分比）。此種濃度是上新世氣候中期溫暖期（約3到3.3百萬年前）起，迄今最高的。

地球大氣中的二氧化碳（英語：Carbon dioxide in Earth's atmosphere）是一種微量氣體，在溫室效應、碳循環、光合作用和海洋碳循環中扮演著不可或缺的角色。它是地球大氣中幾種溫室氣體之一。截至2022年5月，全球大氣中二氧化碳平均濃度為421ppm (百萬分比，即約0.04%)。自第一次工業革命開始起，此一濃度比18世紀中葉前10,000年間的280ppm平均值已增加50%。歸因是人類的活動。燃燒化石燃料是歸因中的主項，也是氣候變化的主因。其他大型人為來源包括生產水泥、砍伐森林和燃燒生物質。
二氧化碳（CO2）在可見光下呈透明狀，有兩個紅外線活性振動頻率會吸收和發射紅外線輻射。 二氧化碳吸收並發射波長為4.26微米（μm，波數：2,347cm−1)（非對稱伸縮振動模式）和14.99μm (波數：667cm−1)（彎曲振動模式）的紅外線輻射。這種氣體的溫室效應在影響地球表面溫度方面有重要的作用。地球表面的光發射在波數200至2,500cm−1之間的紅外線區間最為強烈，而來自太陽的光發射在可見光區間最為強烈。大氣中二氧化碳的振動頻率吸收红外線光，將能量困在靠近表面的位置，而讓地表和低層大氣變暖。經此吸收之後，更少的能量會到達高層大氣，因此高層大氣的溫度會更低。
大氣中二氧化碳和其他溫室氣體（例如甲烷、一氧化二氮和臭氧）濃度增加後，會增加對紅外線輻射的吸收和發射，導致全球平均氣溫上升和海洋酸化。另一直接影響是二氧化碳施肥效應。這些變化導致氣候變化，而對自然環境、生態系統和人類社會產生一系列的間接影響。二氧化碳對整體暖化的影響比所有其他溫室氣體的總和還要大。這種活動為地球的快速碳循環造成不平衡，其在大氣中的壽命會隨著累積量升高而增加。此表示當這些碳轉移活動開始消退時，累積化石碳中的一部分（預計為20-35%）將在大氣中持續存在數千年。碳循環是地球海洋、土壤、岩石和生物圈之間碳交換的生物地球化學循環。植物和其他光合自營生物透過光合作用將大氣中二氧化碳和水製成碳水化合物。幾乎所有其他生物體都以由此產生的碳水化合物作為能量和碳化合物的主要來源。
目前大氣中二氧化碳濃度是1,400萬年以來的最高水準。大約5億年前的寒武紀時期，大氣中二氧化碳的濃度高達4,000ppm，而在最近200萬年的第四紀冰河時期，大氣中的二氧化碳濃度低至180ppm。將過去4.2億年的溫度記錄重建後，顯示大氣中二氧化碳濃度在泥盆紀（4億年前），並在三疊紀（2.2至2億年前）期間達到約2,000ppm的峰值，而在侏羅紀時期（2.01-1.45億年前）的濃度是目前的四倍。。

## 當前濃度與未來趨勢

從1850年起地球的二氧化碳來源及碳匯分佈。人類燃燒化石燃料無疑是二氧化碳大增的主因(約佔3分之2)，略少於一半的排放會停留在大氣中。（資料來源：全球碳計畫。

### 現況
大氣中二氧化碳濃度自第一次工業革命開始即不斷增加，導致全球暖化和海洋酸化。迄2023年10月，地球大氣中二氧化碳的平均濃度（根據季節變化進行調整）為422.17ppm。美國國家海洋暨大氣總署 (NOAA) 會每月均發佈新的數據。
在18世紀中葉之前的10,000年間，濃度約為280ppm。
大氣中每百萬分之一的二氧化碳約代表2.13吉噸（Gt，十億噸）碳，或是7.82吉噸二氧化碳。
有人於2021年指出，"目前主要溫室氣體（二氧化碳、甲烷和一氧化二氮）濃度的成長率是過去至少80萬年來前所未有"。:515
估計人類自1850年起迄今已排放2,400吉噸二氧化碳，其中一些被海洋和陸地吸收，約950吉噸殘留在大氣中。到2020年左右，每年排放量超過40吉噸。

### 年度和地區波動
大氣中二氧化碳濃度會因季節而略有波動，在北半球的春季和夏季，因受到植物消耗，濃度因而下降，而在秋季和冬季，由於植物休眠，或是死亡與腐爛，濃度會上升。在北半球的植物生長季節（從5月到9月），濃度下降約6或7ppm（約50吉噸），然後再上升約8或9ppm。因為北半球的土地面積和植物生物量都比南半球為高，全球二氧化碳濃度的年度循環由其主導。在北半球春季植物開始大量生長前，濃度於5月達到峰值，並在10月接近生長季節結束時降至最低值。
濃度也因區域而異，靠近地面的濃度最高，高空的濃度變化較小。城市地區的濃度通常較高，在室內的濃度可達到背景值的10倍。

### 最近所做的測量與預測
- 於2001年所做的估計，發現目前大氣中二氧化碳濃度可能是過去2,000萬年來最高的。[28]此後數字經歷修正，目前最新的估計為過去1,400萬年（2013年的估計）以來最高。[15]IPCC第六次評估報告（AR6）報告上新世氣候（英语：Pliocene climate）中期溫暖期（約3到3.3百萬年前）與現代有類似的濃度。 AR6認為該時期可作為當前二氧化碳濃度導致氣候結果的良好參考。
- 根據2009年發表的數據，顯示全球平均二氧化碳濃度正以每年約2ppm的速度增長，且在加速中。[29][30]
- 夏威夷茂納洛亞天文台（英语：Mauna Loa Observatory）測得的大氣二氧化碳日均濃度於2013年5月10日首次超過400ppm，[31][32]而北極地區早在2012年6月就已達到此濃度。[33]2013年的數據顯示大氣中二氧化碳的濃度之高，"是過去55年開始測量中的首見，且可能超過過去300萬年間的歷史記錄。"[34]
- 截至2022年5月，大氣二氧化碳濃度為421ppm。

## 測量技術

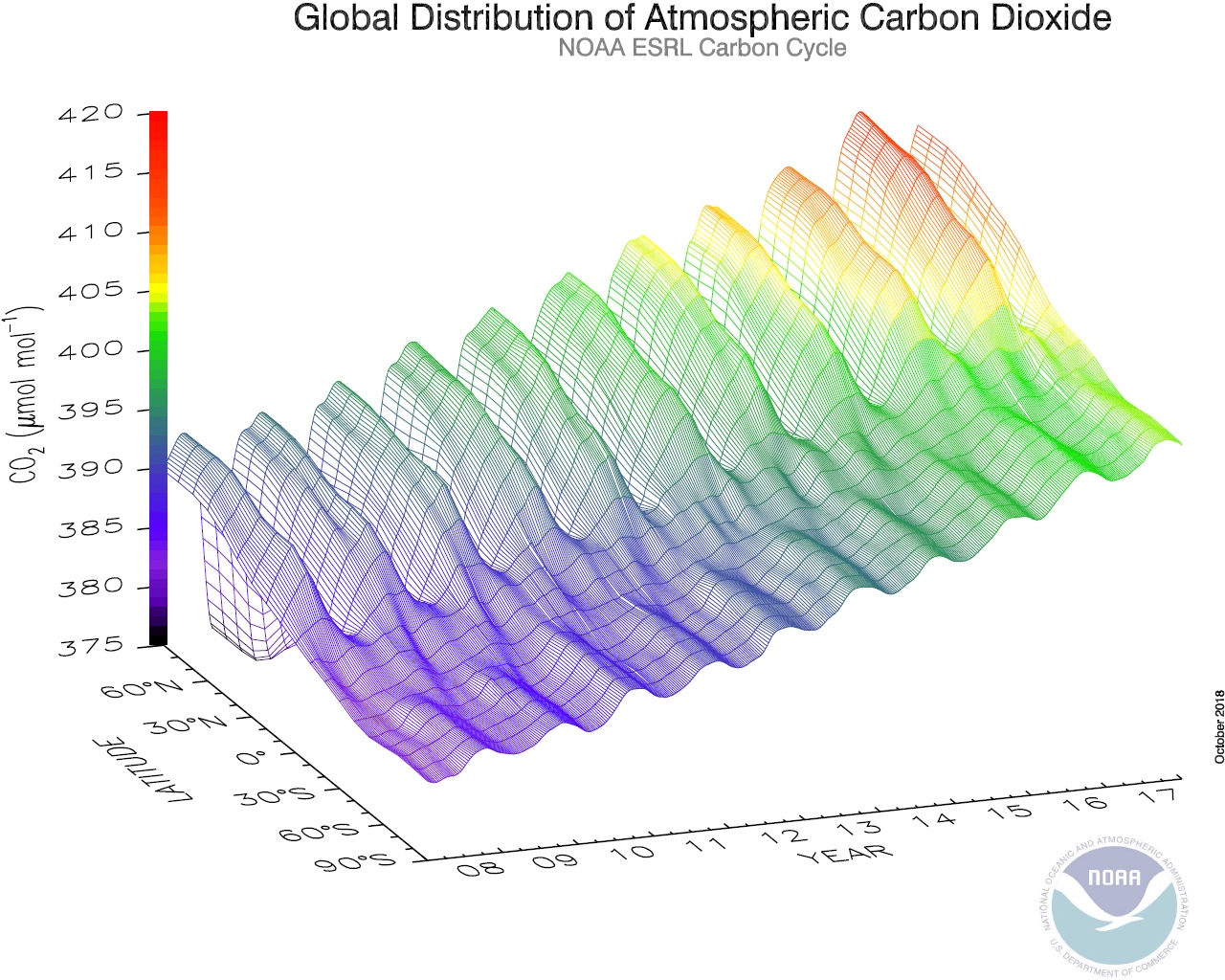
於2005年至2014年期間所觀測得到的南北半球大氣二氧化碳濃度季節變動圖。

大氣中二氧化碳的濃度以體積百萬分之一表示（縮寫為ppmv，簡稱ppm）。若要將常用的ppmv單位轉換為ppm質量，則使用二氧化碳與空氣的莫耳質量比，數值為1.52（44.01克/莫耳除以28.96克/莫耳）。
首次大氣二氧化碳的可重複準確測量由1950年代在加州理工學院任教的查爾斯·大衛·基林透過燒瓶中樣品測量。茂納洛亞天文台的測量工作自1958年起即持續進行迄今。而世界各地有許多地點也進行測量。許多測量站是大型全球網絡的一部分。這些全球網絡的數據通常可經由公開途經取得。

### 資料網路
有多個地表測量（包括使用燒瓶和連續的原位測量點）的網絡，包括NOAA/地球系統研究實驗室（NOAA/ESRL）、世界溫室氣體資料中心（WDCGG）、和法國的RAMCES。NOAA/ESRL的基線觀測站網絡和加利福尼亞大學聖地牙哥分校的斯克里普斯海洋研究所網絡資料由橡樹嶺國家實驗室（ORNL）的二氧化碳資料分析中心（CDIAC）管理。世界溫室氣體資料中心隸屬於全球大氣觀察（GAW，由世界氣象組織設立），資料由氣象廳 (日本)（JMA）管理。 法國大氣溫室氣體觀測網 (Réseau Atmospherique de Mesure des Composes à Effet de Serre，RAMCES， RAMCES) 隸屬於研究氣候科學的皮耶爾·西蒙·拉普拉斯研究所 （IPSL）。
這些不同來源的的測量數據可編製為進一步的數據。由此而來的數據也可解決資料不連續和稀疏等問題。 GLOBALVIEW-CO2就是其中之一。
最近開始由地面監測站進行的二氧化碳柱狀測量。這種平均柱狀測量通常會以XCO2來表達。這些測量由名為全球碳柱觀測網絡（TCCON）的組織進行，資料也由CDIAC管理，並依資料使用政策可透過公開途經取得。

### 衛星測量
從太空測量二氧化碳也是新進加入測量大氣XCO2方法。 歐洲太空總署（ESA）的ENVISAT衛星上的大氣甲烷描繪掃描成像吸收光譜儀從2002年到2012年進行全球柱狀XCO2測量。NASA的阿卡衛星上的大氣紅外線探測儀（AIRS）於2012年發射，接續全球XCO2測量。使用衛星測量可顯著提高測量的數據密度和精度。較新的任務具有更高的光譜和空間分辨率。日本 宇宙航空研究開發機構（JAXA）的溫室氣體觀測衛星是第一顆專用溫室氣體監測衛星，於2009年成功進入軌道。NASA在2014年發射的在軌碳觀測台2號（OCO-2）是第二顆。有更多執行各種測量大氣XCO2的衛星任務在規劃中。

### CO2來源的分析
- 長期埋藏的化石燃料被燃燒後釋放出的二氧化碳所含的碳的同位素比例與活的植物排放的不同，由此可區分自然和人為活動對二氧化碳濃度的影響。[42]
- 世界上大多數人口所居住的北半球（以及排放源）的大氣二氧化碳濃度較南半球為高。隨著人為排放量的增加，這種差異也在擴大中。[43]
- 大氣中氧氣濃度正在下降，因為其與化石燃料中的碳反應而形成二氧化碳。[44]

## 近期增加的原因

### 人為二氧化碳排放

自1850年起，全球二氧化碳累積排放三大國 -美國、中國及俄羅斯。

雖然自然過程會產生二氧化碳的吸收和釋放，但近期大氣中二氧化碳濃度的上升已知主要是由於人類活動所造成。人為碳排放量超過自然碳匯可吸收（或稱平衡）的數量。二氧化碳逐漸在大氣中積累，截至2022年5月，其濃度比工業化前水準高出50%。
開採和燃燒化石燃料，將埋藏於地下數百萬年的碳釋放，增加大氣中二氧化碳的濃度。截至2019年，人類開採和燃燒的地質化石碳每年釋放超過30吉噸二氧化碳（9吉億噸碳）。這種大型破壞自然平衡是近期大氣二氧化碳濃度增加的主因。燃燒化石燃料而釋放的二氧化碳，迄今約有一半沒有被植被和海洋吸收，而是存留在大氣中。
燃燒煤炭、石油和天然氣等化石燃料是人為二氧化碳排放增加的主因，砍伐森林排名第二。 全球化石燃料和水泥生產於2010年共釋放9.14吉噸碳（GtC，相當於33.5吉噸二氧化碳，佔地球大氣中約4.3ppm），而在1990年的排放為6.15吉噸碳。土地利用改變在2010年排放0.87吉噸碳，而在1990年的排放為1.45吉噸碳。在1751年至1900年期間，經燃燒化石燃料而將約12吉噸碳釋放進入大氣，而從1901年至2013年期間，排放的數量約為380吉噸碳。
國際能源總署估計全球到2021年，排名前1%的排放國中，人均碳足跡超過50噸二氧化碳，是排名在尾巴1%的排放國中人均排放的1,000倍多。全球與能源相關的平均人均碳足跡約為4.7噸二氧化碳。

## 在地球自然過程中的作用

### 溫室效應

太陽光穿透地球溫室氣體，加熱地表，然後地表將其部分反射進入太空，而有部分以熱的形式保留在大氣層。

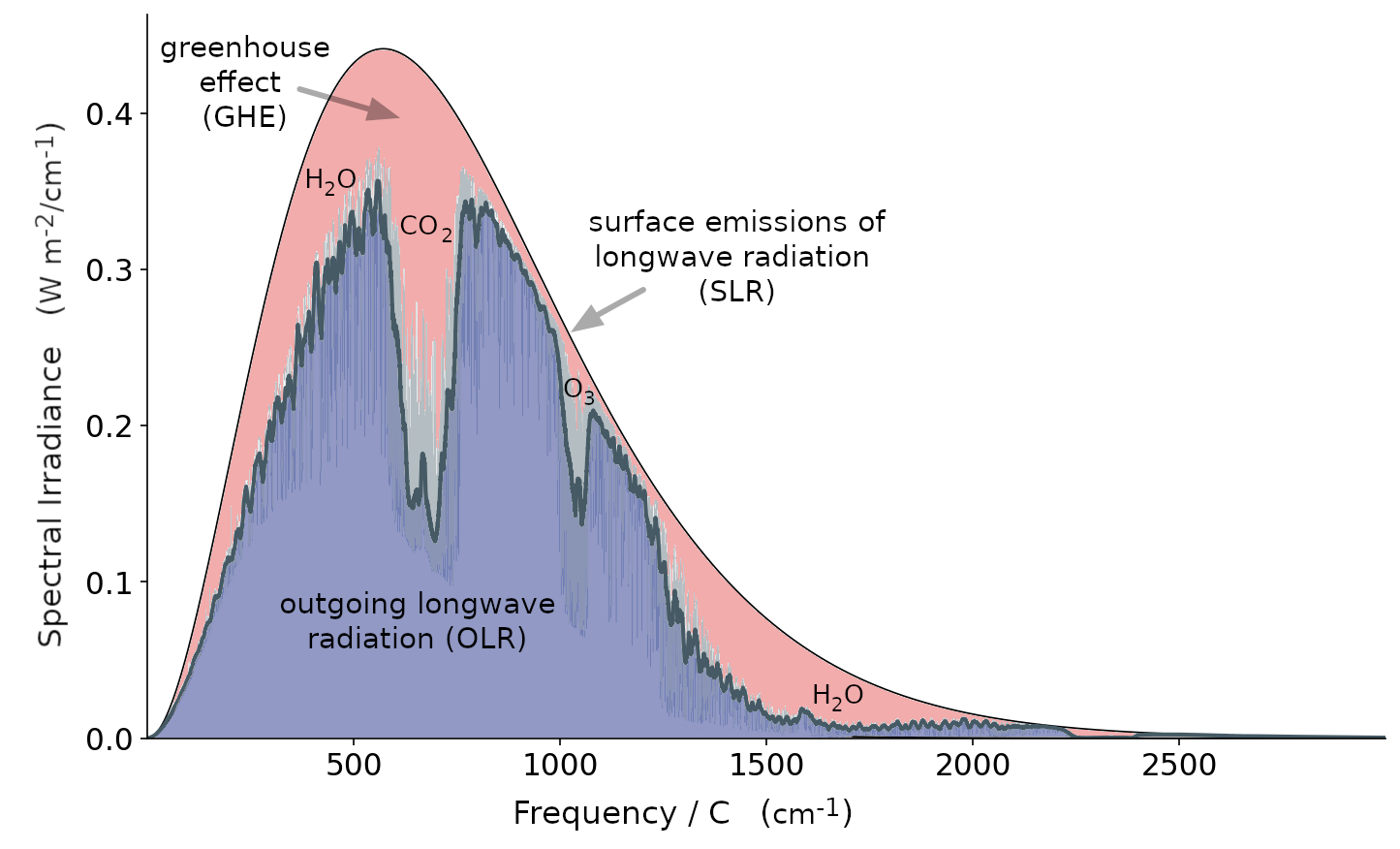
二氧化碳可降低熱輻射通量釋放進入太空（在波數：2,347cm−1處有巨大降幅），而造成溫室效應。

水蒸氣與二氧化碳的地球長波輻射衰減係數，在波長15微米處，二氧化碳的吸熱能力大幅超過水蒸氣。

地球上的自然溫室效應讓已有的生物得以生存，而二氧化碳在此方面有重要作用。溫室效應是行星大氣層的熱輻射作用，是讓行星表面溫度高於無大氣層時溫度的一種過程。如果沒溫室效應，地表平均氣溫會成為約-18°C (-0.4°F)，而目前地表實際平均氣溫為約14°C (57.2°F)。
水在總溫室效應方面發揮大部分的作用（約36-70%），而水蒸氣於溫室氣體的作用取決於氣溫。二氧化碳是地球上與人類學影響最為相關、最直接的溫室氣體。二氧化碳自第一次工業化革命後的影響力不斷增強。於2013年，增加的地球輻射強迫2.63瓦特/平方米中，由二氧化碳導致的估計為1.82瓦特/平方米（約70%）。
大氣二氧化碳將地表氣溫升高的概念最早由瑞典化學家斯萬特·奧古斯特·阿瑞尼斯於1896年提出。由於大氣中二氧化碳的增加而導致輻射強迫增加（來自二氧化碳的吸收及保留紅外線輻射的物理特性）。輻射強迫增加後會進一步推動地球能量平衡變化，長此以往，也推動地球氣候進一步變化。

### 碳循環

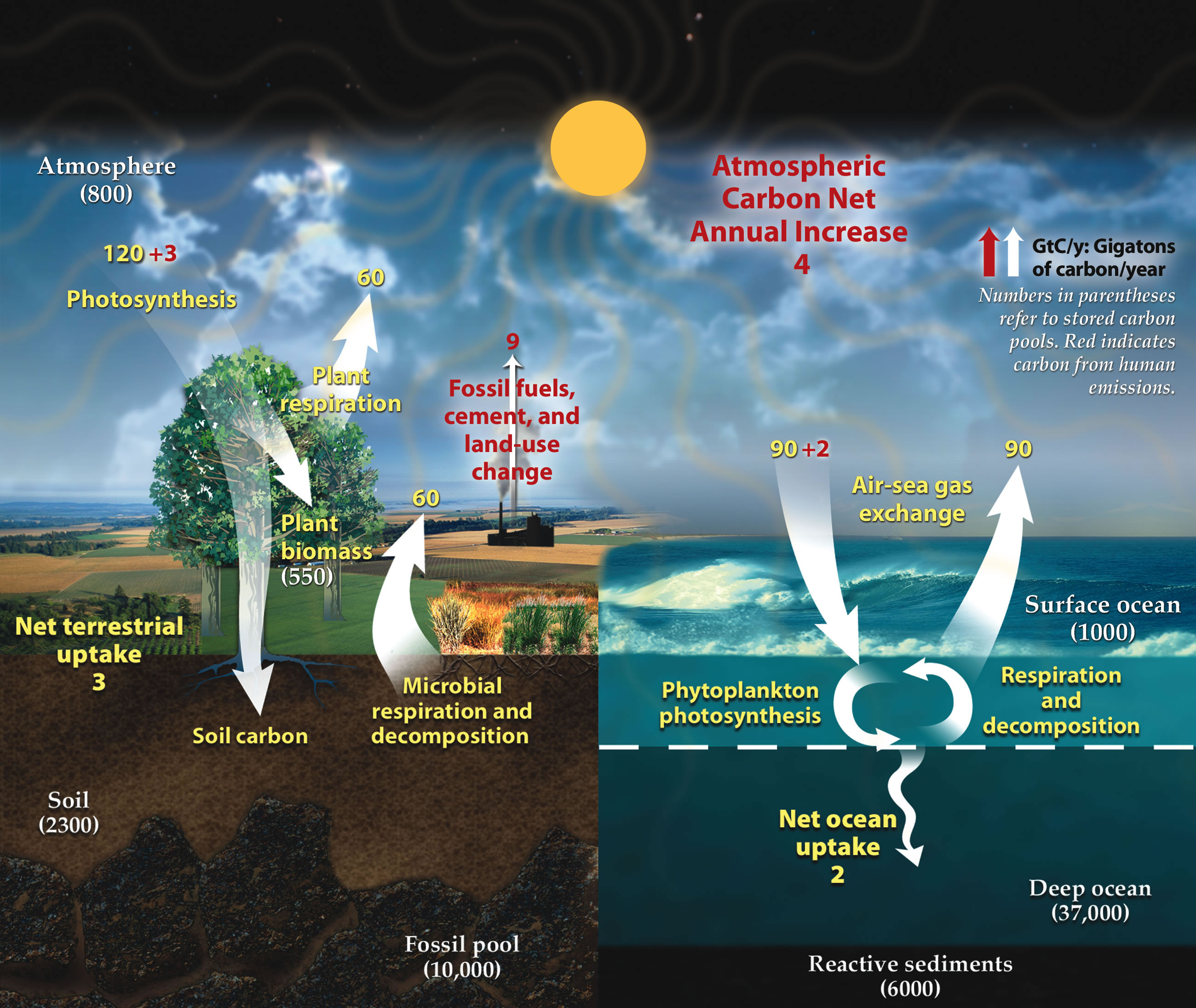
地球於"快速碳循環"中，每年有幾吉噸（gigatons，十億噸）的碳在陸地、大氣與海洋之間移動。黃色數字代表自然產生的通量、紅色數字代表人類產生的排放，白色數字代表儲存的碳。"慢速碳循環"（也稱深層碳循環，如火山噴發與板塊活動所產生）的碳活動未包括在內。

大氣中二氧化碳在地球的碳循環中具有不可或缺的作用，其中二氧化碳通過一些自然過程（例如光合作用和碳酸鹽沉積而形成石灰石）由大氣中移除，並通過其他自然過程（例如呼吸作用）返回大氣，以及碳酸鹽沉積物受到酸溶解。地球上有兩種廣泛的碳循環：快速碳循環和慢速碳循環。快碳循環是指碳在環境和生物圈中的生物間移動，而慢碳循環則涉及碳在大氣、海洋、土壤、岩石和火山之間的移動。這兩個循環本質上會相互關聯，由大氣中二氧化碳促進此種連結。
大氣中二氧化碳的自然來源包括火山釋氣、有機物燃燒、野火和需氧生物的呼吸過程。二氧化碳的人為來源包括燃燒化石燃料用於供暖、發電和交通運輸，以及水泥製造等工業過程。各種微生物透過發酵和細胞呼吸也會產生二氧化碳。植物、藻類和藍菌門透過光合作用將二氧化碳轉化為碳水化合物。它們透過葉綠素和其他色素吸收陽光來獲得反應所需的能量。氧氣是光合作用的副產品，被釋放進入大氣，隨後被異營生物和植物用於呼吸，與碳形成循環。

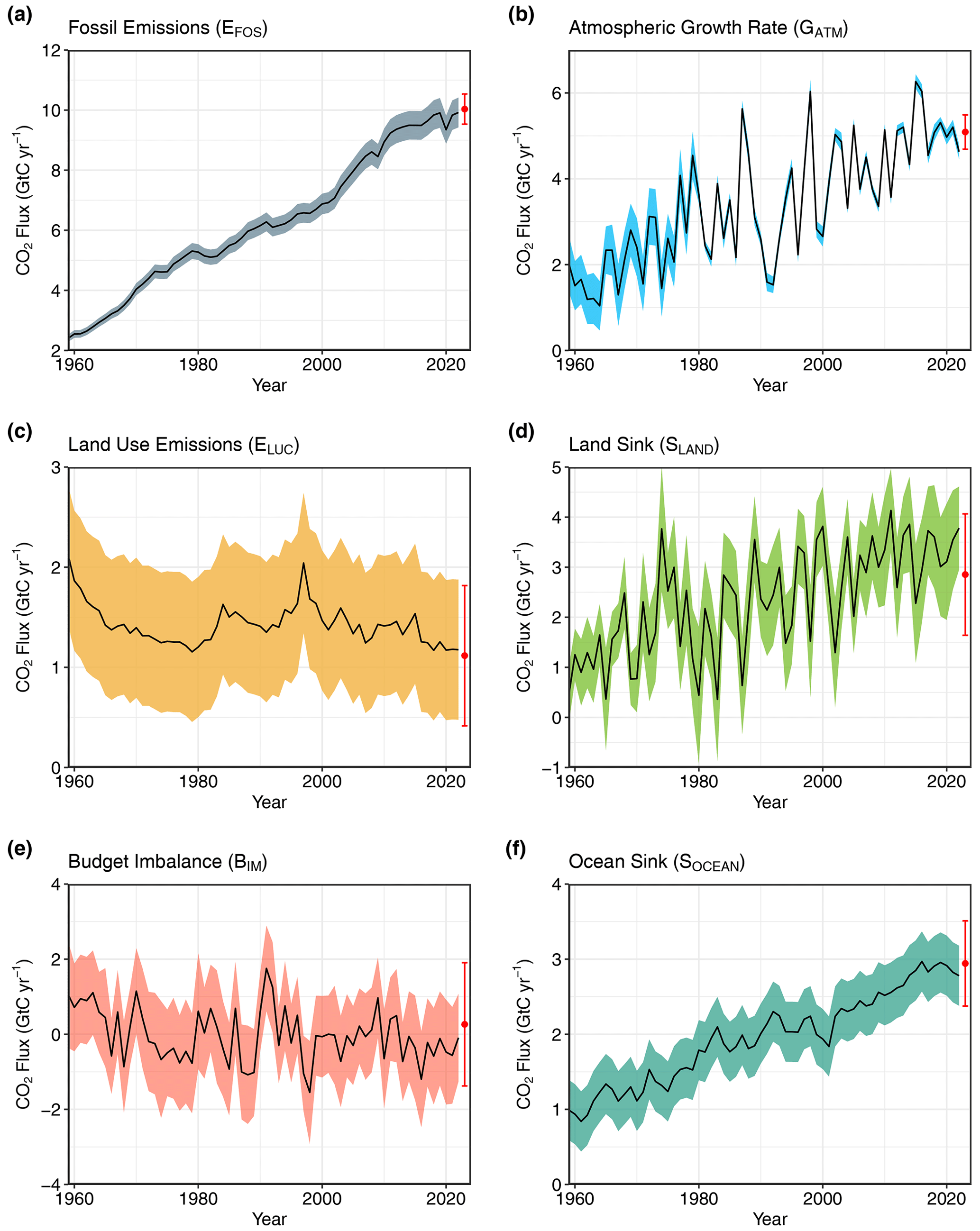
自1960年起，每年人類產生的二氧化碳進入不同碳匯（大氣、土地與海洋）的趨勢。單位：吉噸。

大多數二氧化碳排放源均為自然排放，並透過類似的二氧化碳匯在不同程度上進行平衡。例如森林、草地生態系統和其他植被中有機物質的腐爛（包括森林火災）每年會釋放約436吉噸二氧化碳（合119吉噸碳），而土地上新生長植物吸收的二氧化碳則會將此類釋放抵銷（吸收451吉噸二氧化碳， 約123吉噸碳)。年輕地球大氣中的大量二氧化碳是由火山活動所產生，但現代火山活動每年僅釋放1.3至2.3億噸二氧化碳。二氧化碳的自然"源"或多或少會被自然"匯"所平衡，大氣中二氧化碳經由化學和生物過程遭到去除。
整體而言，大氣中有自然產生的大型二氧化碳通量進出生物圈，同時在陸地上或是在海洋中發生。在前工業時代，這些通量中的每一種都處於平衡狀態，以至於陸地和海洋碳庫（匯）之間幾乎沒有淨二氧化碳流動，大氣中濃度幾乎沒變化。而從工業化時代開始到1940年，陸地生物圈成為大氣二氧化碳的淨來源（主要由土地利用、土地利用改變與林業所驅動），但隨後因化石碳排放增加而轉變為淨匯。於2012年，約57%的人類排放二氧化碳（主要來自燃燒化石碳）被陸地和海洋匯（主要為海洋）所吸收。
大氣中二氧化碳的增加量與二氧化碳排放量的比率稱為大氣中分率（AF）。此分率在短期內會有變動，在較長時期（5年）內通常約為45%。全球陸地植被捕集的碳量估計從1910年的約740吉噸增加到1990年的780吉噸。

### 光合作用
大氣中二氧化碳對於生命和大多數行星生物圈具有非常重要的作用。全球光合作用的平均能量捕獲率約為130太瓦（terawatt，1012瓦特），大約是人類文明當前功耗的六倍。光合生物每年還將約1,000-1,150億噸碳轉化為生物質。
光合生物是光合自營生物，它們能夠利用光能直接從二氧化碳和水中合成食物。然而並非所有使用光作為能源的生物體都進行光合作用，如光養異營生物並不使用二氧化碳，而是使用有機化合物作為碳源。植物、藻類和藍菌門進行光合作用會釋放氧氣，稱為產氧光合作用。雖然植物、藻類和藍菌門的產氧光合作用存在一些差異，但其整體過程非常相似。然而有某些細菌會進行無氧光合作用 - 消耗二氧化碳但不釋放氧氣。目前科學界認為此種菌類對於全球的影響輕微，但在陸地生態系統以及重要受質的回收上仍不可或缺。
二氧化碳在碳固定的過程中被轉化為碳水化合物。碳固定是一種吸熱氧化還原反應，光合作用需要提供驅動過程的能量，以及將二氧化碳轉化為碳水化合物所需的電子。添加電子就是是氧化還原反應。光合作用與細胞呼吸相反，後者過程會將葡萄糖和其他化合物氧化，產生二氧化碳和水，並產生放熱化學能，以驅動生物體的代謝作用。這兩個過程透過不同的化學反應順序發生，前者在植物的葉綠體中，或細菌的類囊體中發生，後者則在細胞的線粒體中發生。

### 海洋碳循環

海洋截存二氧化碳流程圖。

地球海洋中含有大量碳酸氫鹽和碳酸根離子形式的二氧化碳（遠高於大氣中的含量）。碳酸氫鹽是由岩石、水和二氧化碳之間的反應所產生。其中一例是碳酸鈣溶解於水：
CaCO
3 + CO2 + H
2O ⇌ Ca2+
 + 2 HCO−
3
如此的反應（二氧化碳融入海洋）可緩解大氣二氧化碳的濃度過高。由於反應式的右側會產生酸性化合物，在左側的二氧化碳增加會將海水的pH值降低（此過程稱為海洋酸化，但目前海洋的pH值仍稍高於8.0，而保持在鹼性範圍內） 。二氧化碳和非碳酸鹽岩石之間的反應也會在海洋中添加碳酸氫鹽。隨後會發生與上述相反的反應，而形成碳酸鹽岩，有一半的碳酸氫鹽會以二氧化碳釋出。這種過程在數億年來已產生大量的碳酸鹽岩。
海洋在1850年到2022年的期間已吸收人為排放溫室氣體總量的26%。然而在未來的吸收率就不易確定。即使達到平衡，包括溶解的碳酸鹽，增加的碳酸氫鹽濃度和降低（或未改變）的碳酸根離子的濃度也會導致海水中未離子化碳酸和溶解的二氧化碳的濃度更高。當海洋中前述物質的濃度較高，加上較高的海水溫度，表示空氣中二氧化碳因無法再溶入海洋，濃度也會變得較高。
碳會在大氣、植被（死的和活的）、土壤、海洋表層和深海之間移動。

## 近期濃度增加的影響

### 直接影響

各種溫室氣體與其他會影響氣候變化的因素（如氣膠），及影響程度（2011年相對於1750年）。

大氣中二氧化碳濃度增加，直接的影響有全球氣溫升高、海洋酸化以及二氧化碳對植物和農作物產生施肥效應。

#### 陸地溫度升高
本節摘錄自儀器測量地表溫度#總變暖與趨勢。
根據多個獨立製作的資料來源，全球綜合陸地和海洋表面溫度的平均值在1850年至1900年及2011年至2020年的兩段期間內升高1.09°C（範圍：0.95至1.20°C）。:5自20世紀70年代起的升高速度比過去2,000年中任何一段50年時期都要快。
大多數觀測到的暖化發生在兩個時期：1900年左右至1940年左右，以及1970年左右以後。1940年至1970年的冷卻/高原期主要歸因於硫酸鹽形成的氣膠。:207但這段時期中的一些溫度變化也可能是由於海洋環流模式變化所造成。

#### 海洋溫度上升

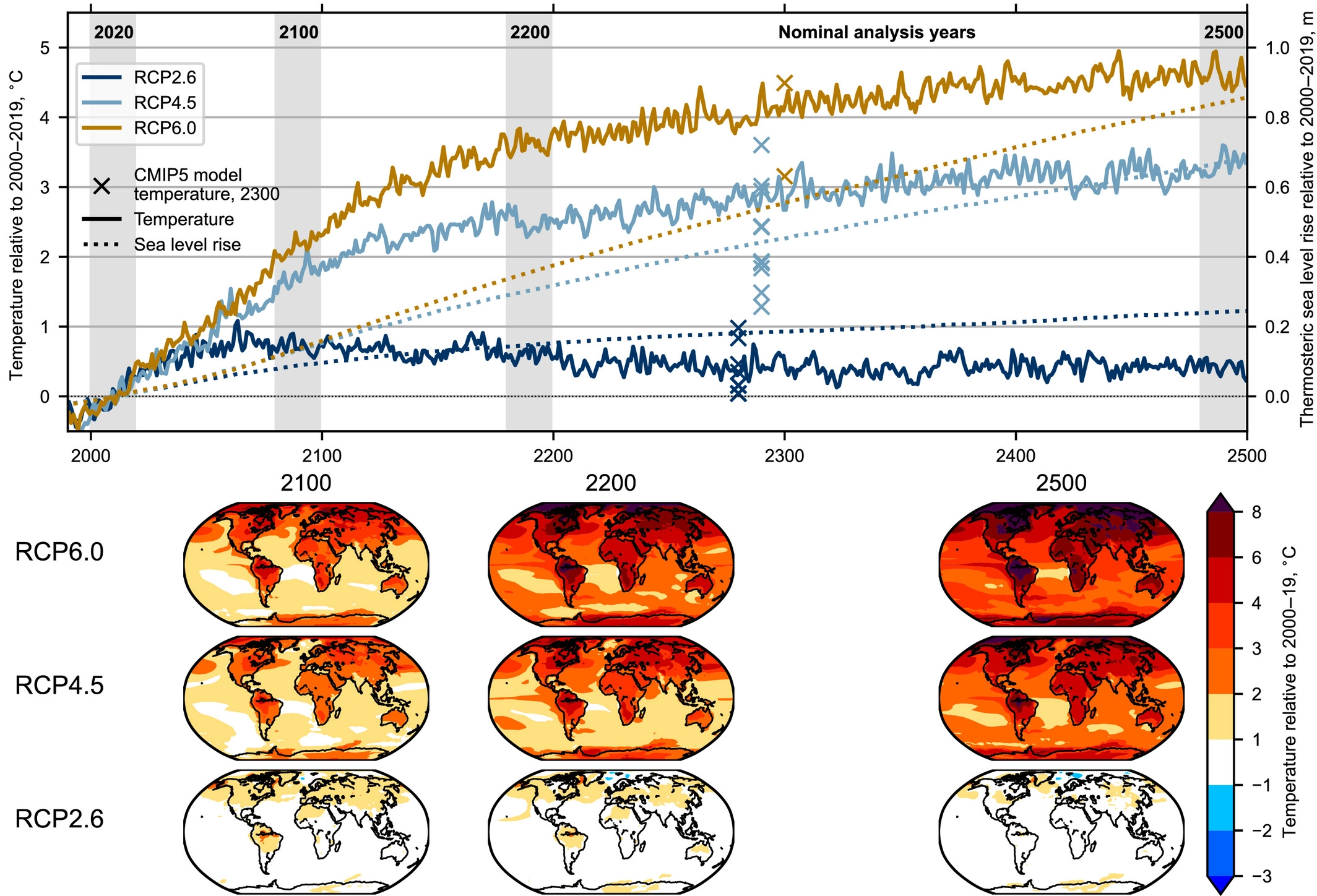
氣候模型使用2000年至2019年期間的氣溫為基線，在不同代表性濃度路徑氣候變化情景下預測到2050年的海平面上升程度。

由於氣候變化的原因，海洋正在明顯地變暖，而且速度已在提升中。:92022年是人類有記錄以來全球海洋最溫暖的一年。當年的海洋熱含量已超過2021年的最高值。這種海洋溫度的穩定上升是地球能量不平衡後導致的必然結果，而能量的不平衡主要是由大氣中的溫室氣體濃度上升所造成的。從前工業時代起，再到2011年至2020年的十年間，海洋表面溫度已上升0.68至1.01°C。:1214

#### 海洋酸化
海洋酸化指的是地球海洋中海水的pH值隨時間演進而降低的現象。全球海洋表面層於1950年至2020年間的平均pH值已從約8.15下降至8.05。人類活動產生的二氧化碳（CO2)）排放是海洋酸化的主要原因，大氣中二氧化碳濃度於2020年已超過410百萬分比（ppm）。這些二氧化碳會被海洋吸收，產生碳酸 (H
2CO
3)，並分解成碳酸氫根離子 (HCO−
3) 和氫離子 (H+
)。游離氫離子會將海水中pH值降低（酸度增加）（但並不表示現在海水已呈酸性，由於目前pH值仍高於8，呈鹼性），並降低海水中碳酸鹽飽和性。海洋中生物鈣化活動（如軟體動物和珊瑚）依賴取得碳酸鈣（CaCO
3）來建構保護殼和骨骼，會因此變得特別脆弱。

#### 二氧化碳施肥效應
二氧化碳施肥效應（或稱碳施肥作用（carbon fertilization effect））導致光合作用速率增加，同時又會限制植物葉片的蒸發散作用。這兩個現象均為大氣中二氧化碳含量增加後的結果。這種作用因植物種類、空氣和土壤溫度以及水和養分的可用性而異。植物淨初級生產力 (NPP) 會因碳施肥作用而產生積極響應。但有證據顯示來自二氧化碳施肥作用，導致的植物光合作用速率升高並不能直接促進所有植物的生長，因此也不能直接促進碳儲存。據報導，碳施肥作用是自2000年代以來植物初級生產力 (GPP) 毛額有44%增長的原因。 三種電腦模型 - 地球系統模型、陸地系統模型和動態全球植被模型均被用於調查和解釋與大氣中二氧化碳水平增加相關的植被趨勢。但與二氧化碳施肥作用相關的生態系統過程仍難確定，因此建模研究有其困難。
陸地生態系統已把大氣中的二氧化碳濃度降低，並部分將氣候變化影響緩解。由於人類活動對大氣中的二氧化碳影響越來越大，植物對碳施肥作用的反應不太可能在下個世紀（22世紀）把大氣中二氧化碳濃度降低。自20世紀80年代初期以來，地球上植被顏色明顯變得更綠，主要就是由於大氣中二氧化碳濃度上升的結果。

#### 其他直接影響
人為二氧化碳排放自1980年起也導致地球大氣的平流層收縮400米，而可能會影響到衛星、全球定位系統和無線電通訊的運作。

### 間接影響及後果
本節摘自氣候變化的影響。
氣候變化會影響自然環境、生態系統和人類社會。氣候系統的變化包括整體暖化趨勢、更極端的天氣和海平面上升。這些反過來又會影響到自然及野生動物，以及人類居的住區與社會。人為造成的氣候變化，其影響是既廣且深。如果再不採取重大的氣候行動，惡化情況將會延續。專家有時會將預測和觀察到的氣候變化負面影響稱為"氣候危機"。
氣候變化對海洋的影響包括海洋溫度升高、海洋熱浪頻率增長、海洋酸化、海平面上升、北極海冰減少、海洋分層加劇、海水含氧量降低、洋流改變（包括大西洋經向翻轉環流減弱）。全部變化皆會產生連鎖反應，擾亂海洋生態系統，而造成這些變化的主因是人為排放二氧化碳和甲烷等溫室氣體，所導致的氣候變化的後果。当海洋吸收氣候系統中大部分的額外熱量後，便会無可避免地變暖，而一旦海洋吸收了大氣中的一些額外的二氧化碳，則会導致海水的pH值因此下降。根據估計，海洋已吸收人類排放二氧化碳的約25%。
隨著氣溫上升，海洋表層變暖，海洋的溫度分層也隨之增加，:471而海洋分層之間的混合則會相對減少，這讓海洋表層的海水持續維持在溫暖狀態，同時減少寒冷的深層海水上湧而發生的循環。此種海水上下混合的減少促使海洋吸收熱量的能力降低，並將未來暖化的大部分溫度轉由大氣和陸地承受，預計生成熱帶氣旋和其他風暴的能量會隨之增加。而在上層海水中可供魚類使用的營養預計將會減少，海洋儲存碳的能力也会降低。與此同時，鹽度的對比正在擴大中：鹹度高的地區變得更高，而鹹度低地區的則變得更低。
由於受到溫暖海水的含氧量少於等量的寒冷海水情況的影響，因而造成海洋中的氧氣轉移至大氣的結果。溫暖海洋分層增加後會降低表層海水將氧氣攜帶到更深水域的能力，而更進一步地降低海水的整體含氧量。由此可見，海洋整體水柱現已失去氧氣，全球海洋中的低氧帶的範圍也正在擴大。:471

## 降低二氧化碳濃度的方法
二氧化碳對氣候變化會產生具有獨特性的長期影響 - 在停止排放（淨零排放）後，其影響在千年尺度上仍然"幾乎無法逆轉"。溫室氣體中的甲烷和一氧化二氮不像二氧化碳會隨時間演進而持續存在。即使人類完全停止排放二氧化碳，預計大氣溫度在短期內也不會大幅下降。這是因為氣溫是由溫室氣體引起的暖化和向海洋傳導熱量而造成冷卻之間的平衡所決定。如果停止排放二氧化碳，其濃度和其加熱效應將緩慢下降，海洋的溫度將緩慢與大氣溫度趨於平衡，因此氣溫只會緩慢下降。海平面上升仍會持續維持一段時間。
目前已有多種技術提出，用來從大氣中去除過量的二氧化碳。

二氧化碳移除（簡稱CDR），也稱為碳移除（carbon removal）、溫室氣體移除（greenhouse gas removal，簡稱GGR ），或是負排放（negative emissions），由透過刻意的人類行動將大氣中的二氧化碳氣體（CO2）長存下來，並儲存在地質結構內、陸地上 、海洋中，或是任何產品裡面的過程。:2221在溫室氣體淨零排放（參見碳中和）目標下，CDR措施持續納入氣候政策，作為氣候變化緩解戰略中的一個要素。實現淨零排放需要大幅削減排放，加上採用CDR。CDR可用來抵消某些技術上難以消除的排放（例如農業和工業排放）。（p. 114）

## 地質時期中過往的濃度

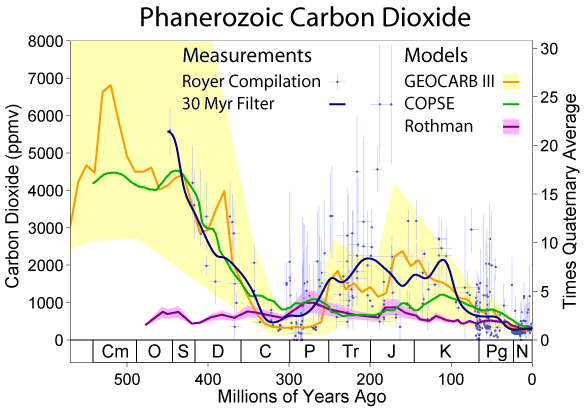
由不同的電腦模型製作的地球過往5億年的大氣二氧化碳濃度變化圖。

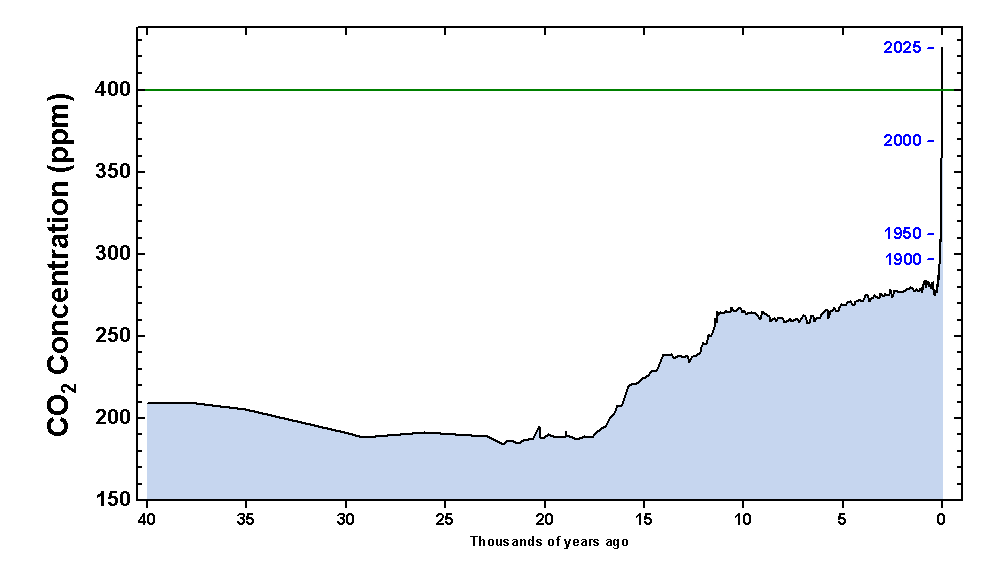
從四萬年前的末次冰盛期開始迄今的大氣二氧化碳濃度變化，當今的濃度上升速度之快是從上次冰河退縮以來前所未見的。

據信二氧化碳在地球45.4億年的歷史中，在調節地球溫度方面發揮過重要作用。科學家發現在地球誕生的早期有液態水的證據，顯示當時存在一個溫暖的世界，而太陽輸出的能量被認為只有今天的70%。早期地球大氣中較高的二氧化碳濃度可能有助於解釋這種年輕太陽黯淡悖論。當地球最初形成時，大氣層中可能含有更多的溫室氣體，二氧化碳濃度可能更高，估計分壓高達1,000千帕(1,000帕斯卡，即10bar)，因為那時並無細菌光合作用將氣體還原為碳化合物和氧氣。甲烷是一種非常活躍的溫室氣體，當時也可能更為普遍。
地球的二氧化碳濃度呈現數個變化週期，從全新世和更新世深度冰期的約180ppm到間冰期的280ppm。在地球的歷史中，二氧化碳濃度有很大的變化。據信二氧化碳在地球形成後不久就存在於地球的第一個大氣層中。第二個大氣層主要由氮氣和二氧化碳組成，是火山爆發的結果，並在巨大小行星對地球的後期重轟炸期間產生更多的氣體。這類二氧化碳排放的大部分很快就溶解在水中，之後融入碳酸鹽沉積物中。
藍藻門光合作用產生的遊離氧最終導致大氧化事件，於24億年前將地球的第二個大氣層結束，帶來第三個大氣層（現代大氣層，主要由氧氣、氮氣及二氧化碳組成）。二氧化碳濃度從大約5億年前寒武紀時期的4,000ppm下降到20,000年前的180ppm。

### 古地球二氧化碳濃度的驅動因素
在較長的時間尺度上，大氣二氧化碳濃度由地球化學循環之間的平衡所決定，包括將有機碳埋藏於沉積物中、矽酸鹽岩石風化和火山氣體噴發。數千萬年至數億年碳循環中的輕微失衡，其淨效應是將大氣中二氧化碳減少。在數十億年的時間尺度上，這種下降趨勢似乎必然會無限期持續，因為史上偶爾由於火山活動而將埋藏碳大量釋放的情況將不會那麼頻繁（隨著地函冷卻和地溫梯度逐漸消耗）。這些過程的速度極為緩慢,因此它們與未來數百年或數千年的大氣二氧化碳濃度無關。

### 地質過去的光合作用
在地球的地質歷史過程中，二氧化碳濃度在生物演化上曾發揮過作用。第一個光合生物可能是在生命演化史早期產生，並且很可能是使用氫或硫化氫等還原劑作為電子源，而非使用水。後來藍藻門出現，它們產生的大量氧氣導致大氧化事件，讓多細胞生物的演化成為可能。在最近的地質時代，低於600ppm的二氧化碳濃度可能是有利於C4類二氧化碳固定植物進化的因素，這些植物在7至5百萬年期間前的豐度大幅超過使用效率較低的C3類二氧化碳固定植物。在當前大氣壓力下，大氣二氧化碳濃度低於150ppm至200ppm時，光合作用就會停止，但仍有一些微生物可在低很多的濃度下從空氣中捕集碳。

### 測量古地球二氧化碳濃度

於南極沃斯托克站取得冰芯中氣泡的二氧化碳資料（紅色）與重建的大氣二氧化碳濃度（綠色）與氣溫（藍色）所展示的過去40萬年資料。

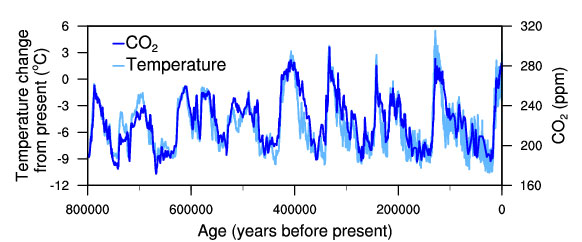
地球於過去80萬年的氣溫與二氧化碳的對應趨勢圖。

測量早期大氣二氧化碳濃度最直接的方法是測量南極地區或格陵蘭冰蓋裡面保存氣泡中的空氣（其中的流體夾雜物或氣體夾雜物）。此類研究中最被廣泛接受的研究來自在南極採集的各種冰芯，顯示在工業排放開始之前，大氣中二氧化碳濃度約為260ppm至280ppm，並且在過去10,000年中並無太大變化。時間最久遠的冰芯記錄來自東部南極洲，從那裡採集而來的冰芯中所包含的訊息有遠達80萬年前的。這段期間中，大氣二氧化碳濃度在冰河時期於180ppm至210ppm之間變化，在較溫暖的間冰期增加為280ppm至300ppm之間變化。
大氣中二氧化碳莫耳分率自1900年代起已上升約35%，從280ppm上升到2009年的387ppm。一項利用化石葉子上氣孔證據進行的研究顯示二氧化碳莫耳分率在1萬到7千年前時期的變異性更大，濃度超過300ppm，但有人認為這些發現較可能是反映校準或污染的問題，而非實際濃度變化。由於空氣被困在冰中的方式（冰上孔隙緩慢關閉，在粒雪深處形成氣泡）以及所分析的冰芯樣本所代表的時間段，這些數字代表的是長達幾個世紀的氣體平均值，而非以年度或是十年為單位的水準。
冰芯提供過往80萬年大氣溫室氣體濃度變化的證據。 二氧化碳和甲烷濃度在冰河時期和間冰期之間有所不同，而這些變化與氣溫密切相關。目前並無早於冰芯記錄中的直接數據存在，而冰芯中的記錄顯示在過去80萬年中，二氧化碳莫耳分率一直保持在180ppm至280ppm之間，直到最近250年才開始增加。然而有各種氣候代理和電腦模型顯示於過去曾存在很大的差異：5億年前的二氧化碳濃度可能比現在高10倍。
人們使用各種氣候代理，設法確定過去數百萬年大氣中二氧化碳的濃度，包括某些海洋沉積物中的硼和碳的同位素比率，以及在化石植物葉子上觀察到的氣孔數量。
植烷是一種二萜烷烴，它是葉綠素的分解產物，現在被用於估計古代二氧化碳濃度。植烷不僅提供二氧化碳濃度的連續記錄，而且還可將過去5億多年中二氧化碳記錄的中斷部分接續。

#### 6億至4億年前
有證據顯示在6億至4億年前期間，大氣二氧化碳濃度超過6,000ppm，2億至1.5億年前，濃度超過3,000ppm。
在顯生宙的大部分時間裡，濃度被認為普遍較高，中生代時期的濃度是目前濃度的四到六倍，古生代早期直到泥盆紀中期（大約四億年前）的濃度是目前濃度的十到十五倍。陸地植物開始廣為分佈後被認為會將泥盆紀晚期的二氧化碳濃度降低，由此開始的植物活動成為二氧化碳的"源"和"匯"，對提供穩定反饋方面發揮重要作用。
更早的時候，一段持續2億年的間歇性、廣泛的冰河作用由兩極延伸到赤道附近（參見雪球地球），但似乎在大約5.5億的時候突然結束。原因是一次巨大的火山噴發，導致大氣中二氧化碳濃度突然升高到12%，約為現代水平的350倍，產生極端的溫室條件，和碳酸鹽以每天約1毫米的速度沉積為石灰石。這段時期標誌前寒武紀結束，隨後是顯生宙普遍溫暖的環境，多細胞動物和植物在此期間進化。此後再也沒有發生過類似規模的火山排放二氧化碳。現代火山每年向大氣排放約6.45億噸二氧化碳，而人類活動每年可排放290億噸。

#### 6,000萬到500萬年前
大氣中二氧化碳濃度大約於6,000萬年前之後開始持續下降。約於3,400萬年前，始新世-漸新世滅絕事件發生，及南極冰蓋開始形成現在的狀態時，二氧化碳濃度約為760ppm，有地球化學證據顯示2,000萬年前的二氧化碳濃度低於300ppm。二氧化碳濃度下降（臨界點為600ppm）是南極冰河化的主要強迫因素。低二氧化碳濃度可能是有利於C4類二氧化碳固定植演化的促進因素，這些植物的豐度在700至500萬年前大幅增加。

## 外部連結
- Current global map of carbon dioxide concentrations. （页面存档备份，存于）
- Global Carbon Dioxide Circulation （页面存档备份，存于） (NASA; 2016-12-13)
- Video (03:10) – A Year in the Life of Earth's CO2 （页面存档备份，存于） (NASA; 17 November 2014)

二氧化碳#地球大氣中的二氧化碳